# Colpo di Stato a Cipro del 1974
Il colpo di Stato a Cipro del 1974 fu un golpe militare perpetrato dall'organizzazione paramilitare greco-cipriota chiamata EOKA-B, sostenuto dalla Guardia Nazionale Cipriota e dal regime dei colonnelli, al potere in Grecia tra il 1967 e il 1974. 

Il 15 luglio del 1974 i golpisti deposero il legittimo Presidente della Repubblica di Cipro, l'arcivescovo greco-ortodosso cipriota Makarios III (che fuggì nel Regno Unito), rimpiazzato dal dittatore nazionalista pro-Enōsis Nikos Sampson.
In base alla richiesta d'intervento, prevista dal Trattato di Garanzia sottoscritto al momento dell'indipendenza di Cipro dal Regno Unito, avanzata dal leader turco-cipriota Rauf Denktaş, vicepresidente della Repubblica di Cipro, la Turchia inviò le sue forze armate nell'isola nello stesso 1974, assumendo il controllo del settentrione cipriota e dividendo l'isola in due parti, creando una Linea Verde, affidata alle Nazioni Unite (già presenti nell'isola per garantire il regolare andamento costituzionale della politica del Paese), che tagliò Cipro in due zone: una ampia due terzi del territorio complessivo in mano ai greco-ciprioti, l'altra, sul restante terzo, gestito invece direttamente dai turco-ciprioti, col sostegno attivo e determinante della Turchia.
Sampson fu costretto alle dimissioni, mentre il regime militare che l'aveva sostenuto crollava, consentendo a Makarios di tornare a Nicosia. I turco-ciprioti istituirono un loro governo nella parte di territorio occupato (ben più ampio del 22% rappresentato dalla loro comunità), chiamata Repubblica federale di Cipro Nord (RFCN), con Denktaş come loro Presidente.
Nel 1983 l'entità si trasformò nella Repubblica Turca di Cipro Nord (KKTC) sulla parte settentrionale dell'isola di Cipro, che è rimasto uno Stato indipendente de facto, essendo stato riconosciuto ufficialmente dalla sola Repubblica di Turchia.